# Надєїн Іван Олексійович
Надєїн Іван Олексійович (нар. 4 лютого 1983, Київ) — український підприємець, експерт з питань енергетики, засновник групи компаній «Укртепло» (Київ), президент «Верес» (Рівне), голова Комітету енергетичної незалежності України.  

## Життєпис
Народився 4 лютого 1983 року у Києві. У 2004 році закінчив філософський факультет Київський національний університет ім. Тараса Шевченка, кандидат філософських наук.

### Трудова діяльність
Після закінчення університету займався підприємницькою діяльністю. З 2008 року працює на ринку відновлюваної енергетики. Очолював Українську асоціацію виробників альтернативного твердого палива. Був ініціатором створення та ідеологом громадської організації «Комітет енергетичної незалежності України».
У 2011 році заснував групу компаній «Укртепло», яка однією з перших в Україні почала будувати котельні на біопаливі і заміщувати газ відновлюваними джерелами енергії. За час роботи компанія стала одним з лідерів ринку відновлюваної енергетики в Україні.
У 2017 році «Укртепло» запустила одну з найбільших в Україні котелень на біопаливі у м. Славутич потужністю 10,5 МВт. У тому ж році розпочали роботу біогазова станція у м. Рівне, міні-гідроелектростанція у Вінницькій області та Центр вирощування енергетичної верби в Київській області, які увійшли в склад групи компаній «Укртепло». Пізніше компанія запустила сонячну електростанцію на Вінниччині (загальна потужність 4,2 МВт) і біогазову станція у Маріуполі (2,7 МВт).
У 2018 році Іван Надєїн став інвестором ТОВ «Рівнетеплоенерго», яке постачає тепло та гарячу воду споживачам м. Рівне.
У 2019 році очолив футбольний клуб «Верес». Ініціював створення першого в Україні публічного акціонерного товариства на базі футбольного клубу «Верес».
Іван Надєїн є прихильником відмови України від імпорту газу, і переходу на відновлювану енергетику 